# Team New Zealand (NZL 82)
Team New Zealand es el yate con el número de vela distintivo NZL 82 de la Clase Internacional Copa América.
Navega bajo pabellón neozelandés y pertenece al equipo Team New Zealand, del Real Escuadrón de Yates de Nueva Zelanda.
En 2003 perdió la defensa de la 31 edición de la Copa América de Vela, disputada en Auckland (Nueva Zelanda), ante el Alinghi. 
Su principal problema fue la falta de fiabilidad, ya que tuvo muchas roturas. De hecho, fue el primer yate que no pudo terminar dos regatas por primera vez en la Copa América.

## Datos
- Número de vela: NZL 82
- Nombre: Team New Zealand
- Club: Real Escuadrón de Yates de Nueva Zelanda
- Pabellón: Nueva Zelanda
- Propietario: Team New Zealand
- Constructor:  Cookson Boatbuilders, North Shore, Auckland
- Velas: North Sails
- Mástil/Jarcia: Southern Spars
- Diseño: Tom Schnackenberg, Clay Oliver, y Mike Drumond
- Patrón: Dean Barker
- Cañas: Cameron Appleton y Bertrand Pacé
- Táctico: Adam Beashel y Hamish Pepper
- Navegante: Mike Drumond
- Tripulación: 16
- Construido: 2002
- Botadura: 21 de octubre de 2002
- Material del casco: Fibra de carbono, Nomex honeycomb
- Eslora total: 24.07 m
- Eslora en flotación: 18.28 m
- Manga: 4.11 m
- Calado: 3.96 m
- Superficie vélica: 306 m²
- Desplazamiento: 27.550 toneladas
- Mástil: 33.50 m
- Índice de audiencia: IACC

- Datos: Q5642414
- Multimedia: NZL 82 (ship, 2002) / Q5642414